# Fontezuela
Fontezuela es una localidad del Partido de Pergamino, Provincia de Buenos Aires, Argentina. Se ubica sobre el km 214 de la Ruta Nacional 8, a 40 km de Arrecifes y a 10 km de la ciudad de Pergamino.
Su Estación Fontezuela pertenece al Ferrocarril General Mitre.

## Población
Cuenta con 365 habitantes (Indec, 2010), lo que representa un incremento del 44% frente a los 253 habitantes (Indec, 2001) del censo anterior.